# Mistrzostwa Polski w Kajakarstwie 2019
82. Mistrzostwa Polski seniorów w kajakarstwie – odbyły się w Poznaniu w dniach 30 sierpnia – 1 września 2019. 
Mistrzostwa rozgrywane były na Torze Regatowym „Malta”, położonym na jeziorze Maltańskim.

## Medaliści

### Mężczyźni

#### Kanadyjki
| Konkurencja | Złoto                                                                                    | Czas      | Srebro                                                                                        | Czas      | Brąz                                                                                  | Czas      |
| C-1 200 m   | Michał Łubniewski (AZS-AWF Politechnika Opole)                                           | 40.099    | Wiktor Głazunow (AZS Gorzów Wlkp.)                                                            | 40.754    | Patryk Kowalski (Orzeł Wałcz)                                                         | 42.144    |
| C-1 500 m   | Wiktor Głazunow (AZS Gorzów Wlkp.)                                                       | 1:57.997  | Marcin Grzybowski (MKS Czechowice-Dziedzice)                                                  | 1:59.377  | Tomasz Nowicki (AZS-AWF Poznań)                                                       | 2:03.027  |
| C-1 1000 m  | Wiktor Głazunow (AZS-AWF Gorzów Wlkp.)                                                   | 4:13.600  | Marcin Grzybowski (MKS Czechowice-Dziedzice)                                                  | 4:19.215  | Mateusz Borgieł (AZS-AWF Politechnika Opole)                                          | 4:24.555  |
| C-1 5000 m  | Wiktor Głazunow (AZS-AWF Gorzów Wlkp.)                                                   | 23:39.406 | Marcin Grzybowski (MKS Czechowice-Dziedzice)                                                  | 24:12.951 | Mateusz Borgieł (AZS-AWF Politechnika Opole)                                          | 24:35.976 |
| C-2 200 m   | Michał Łubniewski Arsen Śliwiński (AZS-AWF Politechnika Opole)                           | 36.775    | Tomasz Barniak Mateusz Kamiński (OKSW Olsztyn)                                                | 38.645    | Grzegorz Bryński Wiktor Głazunow (AZS-AWF Gorzów Wlkp.)                               | 38.810    |
| C-2 500 m   | Tomasz Barniak Mateusz Kamiński (OKSW Olsztyn)                                           | 1:46.283  | Michał Łubniewski Arsen Śliwiński (AZS-AWF Politechnika Opole)                                | 1:47.063  | Piotr Kuleta Mateusz Zuchora (AZS-AWF Politechnika Opole)                             | 1:50.238  |
| C-2 1000 m  | Tomasz Barniak Mateusz Kamiński (OKSW Olsztyn)                                           | 3:51.172  | Piotr Kuleta Mateusz Zuchora (AZS-AWF Politechnika Opole)                                     | 3:55.192  | Michał Kudła Łukasz Witkowski (Posnania)                                              | 3:55.702  |
| C-4 500 m   | AZS-AWF Poznań Patryk Gluza Łukasz Nowak Remigiusz Nowaczyk Tomasz Nowicki               | 1:41.129  | AZS-AWF Politechnika Opole Mateusz Borgiel Arsen Śliwiński Michał Łubniewski Grzegorz Szpynda | 1:42.749  | AZS-AWF Politechnika Opole Dawid Kuleta Piotr Kuleta Marcin Ruczyński Mateusz Zuchora | 1:45.774  |
| C-4 1000 m  | AZS-AWF Politechnika Opole Mateusz Borgiel Piotr Kuleta Grzegorz Szpynda Mateusz Zuchora | 3:43.156  | AZS-AWF Poznań Patryk Gluza Łukasz Nowak Remigiusz Nowaczyk Tomasz Nowicki                    | 3:44.386  | AZS AWF Poznań Paweł Domiński Gilbert Paluch Krystian Wiśniewski Kamil Kukuła         | 4:08.871  |

#### Kajaki
| Konkurencja | Złoto                                                                  | Czas      | Srebro                                                                         | Czas      | Brąz                                                                           | Czas      |
| K-1 200 m   | Paweł Kaczmarek (KKW 1929 Kraków)                                      | 35.786    | Ksawery Hajdamowicz (Motława Gdańsk)                                           | 36.286    | Piotr Siemionowski (Dojlidy Białystok)                                         | 36.291    |
| K-1 500 m   | Martin Brzeziński (Zawisza Bydgoszcz)                                  | 1:45.325  | Bartosz Stabno (Posnania)                                                      | 1:46.675  | Przemysław Korsak (G'Power Gorzów Wlkp.)                                       | 1:46.815  |
| K-1 1000 m  | Rafał Rosolski (Dojlidy Białystok)                                     | 3:40.655  | Martin Brzeziński (Zawisza Bydgoszcz)                                          | 3:43.145  | Przemysław Korsak (G'Power Gorzów Wlkp.)                                       | 3:44.625  |
| K-1 5000 m  | Rafał Rosolski (Dojlidy Białystok)                                     | 21:18.298 | Bartosz Stabno (Posnania)                                                      | 21:26.523 | Sławomir Siwiec (Admira Gorzów Wlkp.)                                          | 21:26.828 |
| K-2 200 m   | Piotr Mazur Dawid Putto (Zawisza Bydgoszcz)                            | 32.847    | Grzegorz Bierzało Paweł Kaczmarek (KKW 1929 Kraków)                            | 33.227    | Michał Bil Piotr Morawski (AZS-AWF Politechnika Opole)                         | 33.267    |
| K-2 500 m   | Paweł Kaczmarek Jacek Piech (KKW 1929 Kraków)                          | 1:38.465  | Rafał Rosolski Piotr Siemionowski (Dojlidy Białystok)                          | 1:38.510  | Wojciech Tracz Filip Weckwert (Posnania)                                       | 1:38.630  |
| K-2 1000 m  | Rafał Rosolski Paweł Florczak (Dojlidy Białystok)                      | 3:30.845  | Bartosz Stabno Filip Weckwert (Posnania)                                       | 3:32.545  | Patryk Świtalski Stanisław Włodarczyk (Spójnia Warszawa)                       | 3:33.550  |
| K-4 500 m   | Posnania Marcin Jakubowski Filip Weckwert Wojciech Tracz Kamil Wyrwas  | 1:26.715  | Energetyk Poznań Sławomir Witczak Kacper Dratwa Mateusz Sowa Robert Nowakowski | 1:27.905  | AZS-AWF Poznań Jakub Michalski Jakub Stepun Kamil Tomyślak Paweł Wolny         | 1:27.945  |
| K-4 1000 m  | AZS-AWF Poznań Paweł Wolny Jakub Stepun Kamil Tomyślak Jakub Michalski | 3:16.099  | Posnania Stanisław Szafraniec Filip Nowaczyk Bartosz Stabno Filip Weckwert     | 3:18.779  | Energetyk Poznań Sławomir Witczak Robert Nowakowski Kacper Dratwa Mateusz Sowa | 3:26.374  |

### Kobiety

#### Kajaki
| Konkurencja | Złoto                                                                         | Czas      | Srebro                                                                                         | Czas      | Brąz                                                                                              | Czas      |
| K-1 200 m   | Marta Walczykiewicz (KTW Kalisz)                                              | 39.555    | Karolina Naja (AZS-AWF Gorzów Wlkp.)                                                           | 39.995    | Dominika Włodarczyk (Zawisza Bydgoszcz)                                                           | 41.170    |
| K-1 500 m   | Karolina Naja (AZS-AWF Gorzów Wlkp.)                                          | 1:56.257  | Anna Puławska (AZS-AWF Gorzów Wlkp.)                                                           | 1:58.022  | Paulina Paszek (AZS-AWF Katowice)                                                                 | 1:59.962  |
| K-1 1000 m  | Edyta Dzieniszewska-Kierkla (Sparta Augustów)                                 | 4:14.163  | Beata Rosolska (Kopernik Bydgoszcz)                                                            | 4:19.628  | Anna Zagórska (OŚ AZS Politechniki Poznańskiej)                                                   | 4:19.948  |
| K-1 5000 m  | Anna Zagórska (OŚ AZS Politechniki Poznańskiej)                               | 23:19.661 | Marta Witkowska (Olimpia Elbląg)                                                               | 24:03.741 | Kinga Jankowska (Olimpia Elbląg)                                                                  | 24:08.666 |
| K-2 200 m   | Karolina Markiewicz Zuzanna Wolbach (AZS-AWF Politechnika Opole)              | 38.629    | Katarzyna Kołodziejczyk] Helena Wiśniewska (Posnania)                                          | 38.784    | Klaudia Cyrulewska Martyna Klatt (Energetyk Poznań)                                               | 39.984    |
| K-2 500 m   | Karolina Naja Anna Puławska (AZS-AWF Gorzów Wlkp.)                            | 1:45.959  | Justyna Iskrzycka Paulina Paszek (AZS-AWF Katowice)                                            | 1:47.059  | Katarzyna Kołodziejczyk] Helena Wiśniewska (Posnania)                                             | 1:48.784  |
| K-2 1000 m  | Justyna Iskrzycka Paulina Paszek (AZS AWF Katowice)                           | 3:55.807  | Paulina Markiewicz Karolina Markiewicz (AZS-AWF Politechnika Opole)                            | 3:58.902  | Kinga Jankowska Marta Witkowska (Olimpia Elbląg)                                                  | 4:01.177  |
| K-4 500 m   | AZS-AWF Gorzów Wlkp. Karolina Naja Anna Puławska Paulina Noga Julia Olszewska | 1:38.860  | Zawisza Bydgoszcz Katarzyna Kołodziejczyk] Helena Wiśniewska Nicola Gapska Dominika Włodarczyk | 1:39.405  | AZS-AWF Politechnika Opole Karolina Markiewicz Martyna Leśniak Zuzanna Wolbach Paulina Markiewicz | 1:42.895  |

#### Kanadyjki
| Konkurencja | Złoto                                            | Czas      | Srebro                                                      | Czas      | Brąz                                               | Czas      |
| C-1 200 m   | Dorota Borowska (NOSiR Nowy Dwór Mazowiecki)     | 49.252    | Magda Stanny (Warta Poznań)                                 | 50.452    | Sylwia Szczerbińska (Cresovia Białystok)           | 51.277    |
| C-1 500 m   | Sylwia Szczerbińska (Cresovia)                   | 2:20.886  | Magda Stanny (Warta Poznań)                                 | 2:22.196  | Paulina Grzelkiewicz (Warta Poznań)                | 2:25.391  |
| C-1 5000 m  | Magda Stanny (Warta Poznań)                      | 28:10.260 | Paulina Grzelkiewicz (Warta Poznań)                         | 28:18.300 | Aleksandra Jacewicz (AZS-AWF Politechnika Opole)   | 29:28.180 |
| C-2 200 m   | Paulina Grzelkiewicz Magda Stanny (Warta Poznań) | 48.062    | Maja Szajdek Julia Walczak (OKS Olsztyn)                    | 49.667    | Kaja Lach Sylwia Szczerbińska (Cresovia Białystok) | 49.792    |
| C-2 500 m   | Magda Stanny Paulina Grzelkiewicz (Warta Poznań) | 2:13.504  | Justyna Dorozińska Sylwia Szczerbińska (Cresovia Białystok) | 2:14.289  | Adrianna Antos Ewelina Antos (AZS-AWF Poznań)      | 2:15.369  |